# Joseph Kabila
Joseph Kabila Kabange (4 de junio de 1971) es un político congoleño que fue presidente de la República Democrática del Congo desde 2001 hasta 2019. Tomó el cargo diez días después del asesinato de su padre Laurent-Désiré Kabila en enero de 2001 en el transcurso de la segunda guerra del Congo. Se le permitió permanecer en el poder después de que el Acuerdo de Pretoria de 2003 pusiera fin a la guerra como presidente del nuevo gobierno de transición del país. Fue reelegido en las elecciones presidenciales de 2006 y 2011. Actualmente se desempeña como Senador vitalicio desde 2019.
Ha intentado detener la guerra civil y hacer que se retiraran las tropas extranjeras del Congo con cierto éxito. Tras un acuerdo de paz, una administración temporal se puso en marcha en 2003. En ella se han incluido a los jefes de los dos principales grupos rebeldes en los cargos de vicepresidentes. Con el fin de organizar elecciones antes del fin de 2005 se han distribuido los cargos proporcionalmente.
El 28 de marzo de 2004, los seguidores del antiguo dictador Mobutu Sese Seko intentaron derrocarlo mediante un golpe de Estado.
Desde su llegada al poder, Joseph Kabila ha debido hacer frente a continuas guerras en el este del Congo o a las fuerzas rebeldes internas o apoyadas por los gobiernos vecinos (Uganda, Ruanda).

## Biografía

### Primeros años y educación
Joseph Kabila Kabange y su hermana gemela Jaynet Kabila nacieron el 4 de junio de 1971. Según informes oficiales, los gemelos nacieron en Hewabora, una pequeña aldea en el territorio Fizi en la provincia de Kivu Meridional, en el este del Congo. Han surgido rumores de que Kabila nació en Tanzania, lo que lo convertiría en ciudadano de ese país. Él es el hijo del exlíder de la AFDL y presidente del Congo Laurent-Désiré Kabila y Sifa Mahanya.
La infancia de Kabila coincidió con el punto más bajo de la carrera política y militar de su padre. Fue criado en relativa lejanía, con pocos registros de sus primeros días. Kabila asistió a una escuela primaria organizada por las fuerzas rebeldes de su padre, antes de mudarse a Tanzania, donde completó la escuela primaria y secundaria. Debido a la condición de su padre como enemigo del presidente Mobutu Sese Seko, Kabila se hizo pasar por tanzano en sus años escolares para evitar ser descubierto por los agentes de inteligencia zaireños.

### Años en la guerrilla y el ejército
Después de acabar la secundaria, Joseph Kabila se hizo militar en Tanzania, luego estudio en la Universidad de Makerere en Uganda. En octubre de 1996, Laurent-Désiré Kabila lanzó una campaña guerrillera en Zaire para derrocar el régimen de Mobutu. Joseph se convirtió en el comandante de un ejército llamado  "kadogos" (niños soldados) y jugó un papel clave en las batallas más importantes en el camino hacia Kinshasa.
 
El ejército de liberación recibió apoyo logístico y militar de los ejércitos regionales de Ruanda, Uganda, Angola y Zimbabue. Tras la victoria del AFDL y la llegada al poder presidencial de Laurent-Désiré Kabila, Joseph Kabila pasó a estudiar en la Universidad de defensa nacional del PLA, en Pekín, China.
 
Cuando regresó de China, Kabila fue nombrado Mayor general y había sido nombrado diputado jefe de personal de las Fuerzas armadas de la República Democrática del Congo, en 1998. En el año 2000, fue nombrado jefe de las fuerzas de tierra, un puesto que mantuvo hasta el asesinato de su padre, el presidente Kabila en enero de 2001. Como jefe de gabinete, fue uno de los principales líderes militares a cargo de las tropas del gobierno durante la época de la segunda guerra del Congo (1998-2003). Tras el asesinato de su padre, el presidente Kabila, pasó a ocupar ese cargo de manera hereditaria.

### Violaciones realizadas por sus soldados
En 2006, Kabila respondió ante la justicia internacional a las acusaciones de crímenes sexuales generalizados cometidos por el ejército congoleño. Señaló que 300 soldados habían sido declarados culpables de delitos sexuales.
En 2017, en la localidad de Cinq se produjo una masacre con asesinatos, mutilaciones, violaciones, vejaciones e incendios por parte de la milicia Bana Mura, quedando el municipio totalmente arrasado, con cientos de muertos y huidos, según recoge un informe de la Federación Internacional de Derechos Humanos (FIDH). En dicho informe, se relaciona ésta y otras matanzas en Kamonia, entre marzo y julio de 2017, apuntando que fueron organizadas por las autoridades congoleñas, con el objetivo de volver a retrasar las elecciones, para mantener al presidente Kabila en el cargo. 

### Boda
Kabila se casó con Olive Lembe di Sita, el 1 de junio de 2006. La ceremonia de la boda tuvo lugar el 17 de junio de 2006. Kabila y su esposa tienen una hija, nacida en 2001 llamada Sifa, el nombre de la madre de Kabila.
 
Como el presidente Kabila es protestante y  Lembe di Sita es católica, la ceremonia fue ecuménica y por lo tanto fueron oficiadas por ambos arzobispos, naturales de Kinshasa; eran los cardenales Frederic Etsou Bamungwabi y Pierre Marini Bodho.

## Primer mandato presidencial

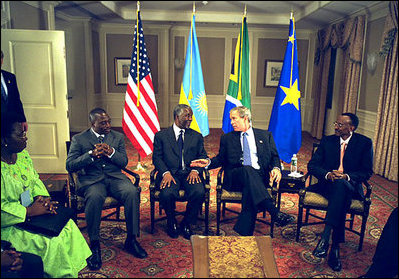
Kabila en el 2002, con Thabo Mbeki, George W. Bush y Paul Kagame

Joseph Kabila ascendió a la Presidencia el 26 de enero de 2001 después del asesinato de Laurent-Désiré Kabila, convirtiéndose en el primer jefe de gobierno del mundo nacido en la década de 1970. A los 29 años, era considerado joven e inexperto. Posteriormente, intentó poner fin a la guerra civil en curso negociando acuerdos de paz con grupos rebeldes respaldados por Ruanda y Uganda, los mismos ejércitos regionales que llevaron al poder al grupo rebelde de Laurent-Désiré Kabila tres años antes. El acuerdo de paz de 2002 firmado en Sun City, Sudáfrica, que nominalmente puso fin a la segunda guerra del Congo, mantuvo a Joseph Kabila como presidente y jefe de Estado del Congo. Se estableció una administración provisional bajo su mando, que incluía a los líderes de los dos principales grupos rebeldes del país como vicepresidentes (otros dos vicepresidentes eran representantes de la oposición civil y simpatizantes del gobierno, respectivamente). El 28 de marzo de 2004, Kabila se enfrentó a un aparente intento de golpe de Estado o motín en la capital Kinshasa, presuntamente por parte de miembros de la exguardia del expresidente Mobutu Sese Seko (que había sido derrocado por el padre de Kabila en 1997 y murió en el mismo año), el golpe de Estado fue todo un fracaso. El 11 de junio de 2004, los golpistas dirigidos por el mayor Eric Lenge presuntamente intentaron tomar el poder y anunciaron en la radio estatal que el gobierno de transición fue suspendido, pero fueron derrotados por tropas leales.

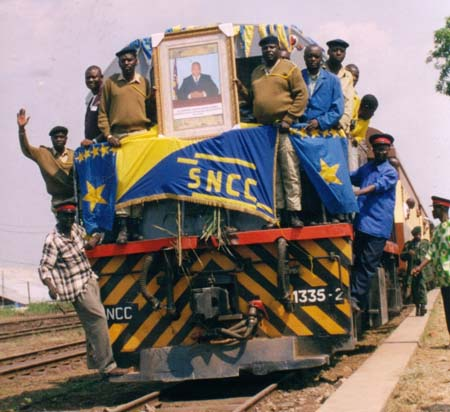
El primer ferrocarril recientemente reconstruido entre Lubumbashi y Kindu, 2004, con un retrato de Joseph Kabila

En diciembre de 2005, un referéndum parcial aprobó una nueva constitución, y una elección presidencial se llevó a cabo el 30 de julio de 2006 (se retrasó desde una fecha anterior en junio).  La nueva constitución redujo la edad mínima de los candidatos presidenciales de 35 a 30; Kabila cumplió 35 poco antes de las elecciones. En marzo de 2006, se registró como candidato. Aunque Kabila se registró como independiente, es el "iniciador" del Partido Popular para la Reconstrucción y la Democracia (PPRD), que lo eligió como su candidato para la elección. Aunque la nueva constitución estipula que se debe mantener un debate entre los dos candidatos restantes a la presidencia, no hubo debates y esto fue declarado por muchos como inconstitucional.
Según los resultados provisionales ampliamente cuestionados anunciados el 20 de agosto, Kabila obtuvo el 45% de los votos; su principal oponente, el vicepresidente y exlíder rebelde Jean-Pierre Bemba, ganó el 20%. Las irregularidades que rodearon los resultados de las elecciones provocaron una segunda vuelta electoral entre Kabila y Bemba, que se celebró el 29 de octubre. El 15 de noviembre, la comisión electoral anunció los resultados oficiales y Kabila fue declarada ganadora, con el 58.05% de los votos. Estos resultados fueron confirmados por el Tribunal Supremo el 27 de noviembre de 2006, y Kabila fue nombrado el 6 de diciembre de 2006 como el nuevo Presidente electo del país. Kabila nombró a Antoine Gizenga, que ocupó el tercer lugar en la primera ronda de las elecciones presidenciales (y luego respaldó a Kabila en la segunda ronda) como primer ministro el 30 de diciembre.
En 2006, Kabila respondió a la evidencia de delitos sexuales generalizados cometidos por el ejército congoleño al describir los actos como "simplemente imperdonables". Señaló que 300 soldados habían sido condenados por delitos sexuales, aunque agregó que esto no era suficiente. 

## Segundo Mandato

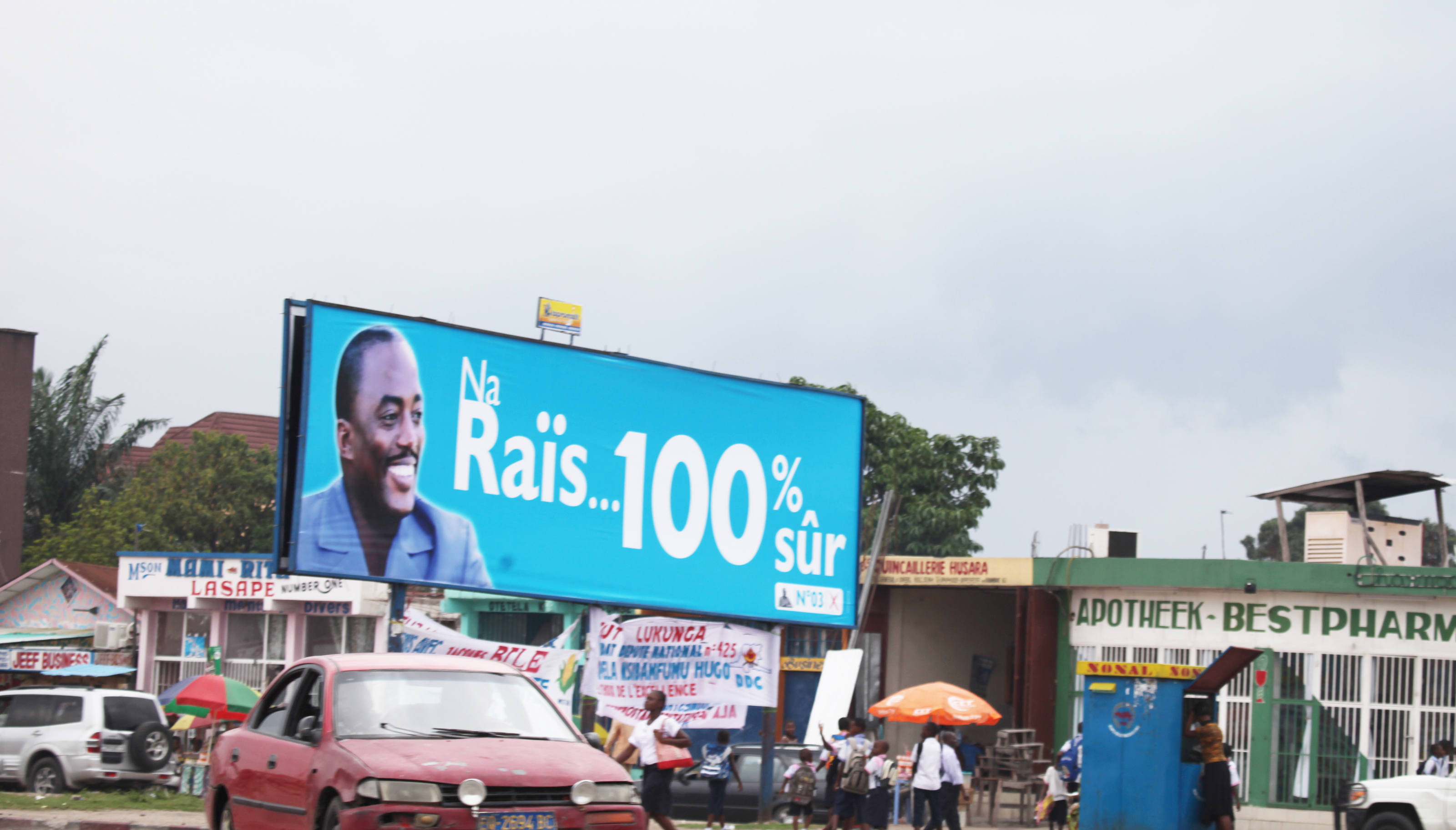
Cartel de elecciones en 2011

En diciembre de 2011, Kabila fue reelegido para un segundo mandato como presidente. Después de que se anunciaron los resultados el 9 de diciembre, hubo violentos disturbios en Kinshasa y Mbuji-Mayi, donde los recuentos oficiales mostraron que una gran mayoría había votado por el candidato de la oposición Etienne Tshisekedi. Los observadores oficiales del Centro Carter informaron que los datos de casi 2000 colegios electorales en áreas donde el apoyo a Tshisekedi era fuerte se habían perdido y no se incluyeron en los resultados oficiales. Describieron la elección como carente de credibilidad. El 20 de diciembre, Kabila prestó juramento por un segundo mandato, prometiendo invertir en infraestructura y servicios públicos. Sin embargo, Tshisekedi sostuvo que el resultado de las elecciones era ilegítimo y dijo que también tenía la intención de "jurarse a sí mismo" como presidente.

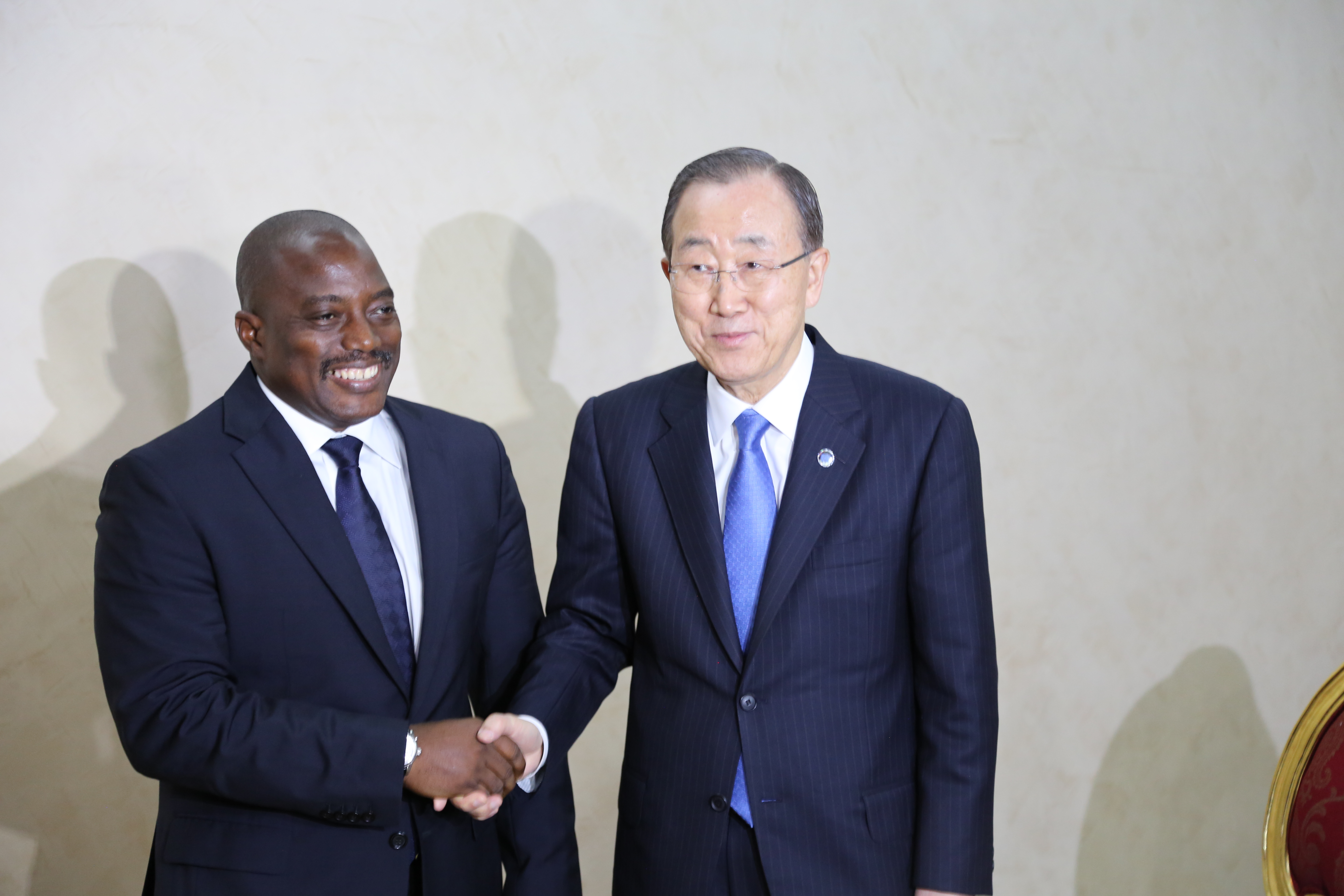
Joseph Kabila y Ban Ki-moon

En enero de 2012, los obispos católicos en la República Democrática del Congo también condenaron las elecciones, quejándose de "traición, mentiras y terror" y pidiendo a la comisión electoral que corrigiera los "errores graves".
El 17 de enero de 2015, el parlamento del Congo aprobó una ley electoral que exige un censo antes de las próximas elecciones. El 19 de enero estallaron protestas dirigidas por estudiantes de la Universidad de Kinshasa. Las protestas comenzaron luego del anuncio de un proyecto de ley que permitiría a Kabila permanecer en el poder hasta que se pueda realizar un censo nacional (las elecciones se habían planificado para 2016). Para el miércoles 21 de enero, los enfrentamientos entre la policía y los manifestantes habían cobrado al menos 42 vidas (aunque el gobierno afirmó que solo 15 personas habían sido asesinadas).

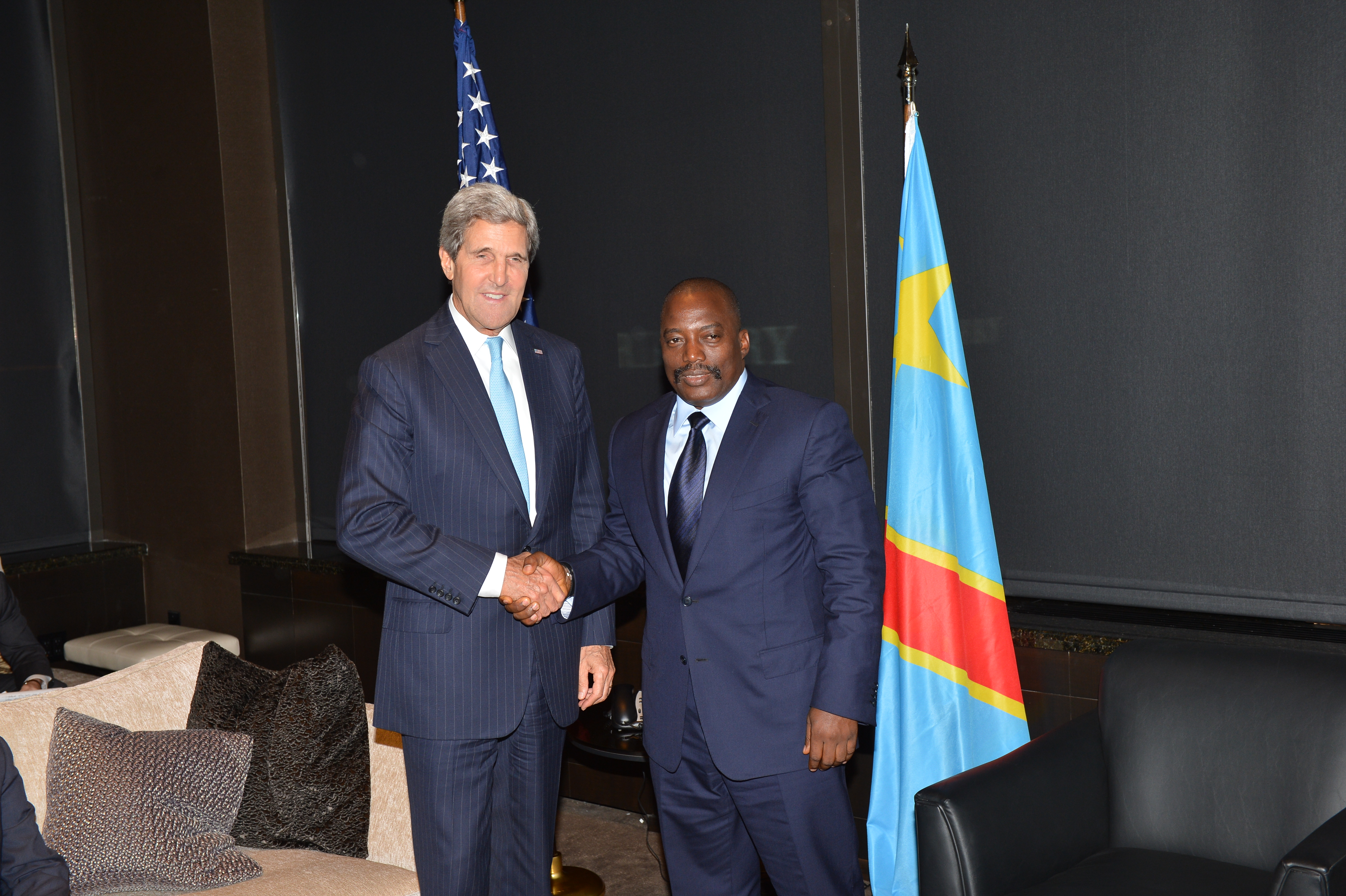
John Kerry y Kabila

El Senado respondió a las protestas tirando el requisito del censo de su ley. Moïse Katumbi anunció en octubre de 2015 que abandonaría el partido gobernante debido a desacuerdos sobre la elección programada.
Jaynet Kabila, la hermana de Joseph Kabila, fue nombrada en los Panama Papers. Las filtraciones de documentos en 2016 revelaron que es copropietaria de una de las principales empresas congoleñas de telecomunicaciones, Digital Congo TV, a través de filiales en el exterior.
Kabila es inmensamente impopular, en parte por los conflictos en el Congo, pero también por la creencia generalizada de que se ha enriquecido a sí mismo y a su familia sin tener en cuenta a los millones de pobres congoleños. Ha habido protestas contra sus intentos de cambiar los límites de mandato y extender su gobierno. Las duras manifestaciones estallaron el 20 de abril de 2016 en Lubumbashi, una de las ciudades más grandes del Congo.
Después de que Moise Katumbi, el exgobernador de la provincia de Katanga en la República Democrática del Congo y ahora una figura de la oposición, anunció que se postularía para presidente en las próximas elecciones, su casa fue rodeada por fuerzas de seguridad con la intención de arrestarlo.
Aunque las fuerzas de Kabila han logrado una importante victoria contra un gran grupo rebelde, el M23, en 2013, muchos otros grupos armados se han dividido en movimientos peligrosos. Y para el año 2016 han surgido nuevos, como las milicias en el área de Nyunzu que han matado a cientos de personas.

## 2016 elecciones retrasadas y extensión de la presidencia
De acuerdo con la Constitución de la República Democrática del Congo, el presidente Kabila no debería tener más de dos mandatos. El 19 de septiembre de 2016, se dieron protestas masivas pidiendo su dimisión legal en Kinshasa. Como consecuencia de las protestas diecisiete personas fueron asesinadas. Las elecciones para determinar un sucesor de Kabila estaban originalmente programadas para el 27 de noviembre de 2016. El 29 de septiembre de 2016, la autoridad electoral de la nación anunció que la elección no se celebraría hasta principios de 2018. Según el vicepresidente de la comisión electoral, la comisión " no convocó elecciones en 2016 porque se desconoce el número de votantes ". Sin embargo, la oposición alega que Kabila retrasó intencionalmente las elecciones para permanecer en el poder.
Parcialmente en respuesta a las elecciones retrasadas, los Estados Unidos emitieron sanciones contra dos miembros del círculo interno de Kabila, John Numbi y Gabriel Amisi Kumba el 28 de septiembre. Estas acciones fueron vistas como una advertencia al presidente Kabila para que respetara la constitución de su país.
Días más tarde se suscitaron nuevas manifestaciones para exigir la salida del presidente del poder. Los grupos de oposición afirmaron que si en las próximas elecciones Kabila volvía a ganar eso daría lugar a una nueva guerra civil.
Maman Sidikou, representante Especial del secretario general para la República Democrática del Congo y jefe de la MONUSCO, dijo que un punto de inflexión en la violencia incontrolable podría producirse rápidamente si la situación política no se normalizaba.
El segundo mandato de Joseph Kabila como presidente de la República Democrática del Congo debía finalizar el 20 de diciembre de 2016. Una declaración emitida por su portavoz el 19 de diciembre de 2016, declaró que Joseph Kabila permanecería en el cargo hasta que se estableciera un nuevo presidente después de las elecciones que no se celebrarían hasta al menos en abril de 2018. Posteriormente, Kabila instaló un nuevo gabinete encabezado por el primer ministro Samy Badibanga, que dio lugar a protestas en las que murieron al menos 40 personas. De conformidad con los artículos 75 y 76 de la Constitución de la República Democrática del Congo, en caso de quedar vacante el cargo de Presidente, el presidente del Senado, en la actualidad, Léon Kengo asumirá la presidencia en calidad de interino.
El 23 de diciembre, se propuso un acuerdo entre el principal grupo de oposición y el gobierno dirigido por Kabila, en virtud del cual este acordó no alterar la constitución y dejar el cargo antes de que finalice 2017. Según el acuerdo, el líder de la oposición Étienne Tshisekedi supervisará que se implemente el acuerdo y que el primer ministro del país será nombrado por la oposición.

## Elecciones en 2018 y final de mandato
Se avisó que el 23 de diciembre habrán elecciones y que el presidente Kabila no participará y así fue. Días antes, 8.000 máquinas de voto se quemaron en varias oficinas y se acusó al gobierno de quemarlas. Las elecciones se reportaron por Corneille Nangaa para el 30 de diciembre. El 30 de diciembre, la gente se fue a votar desde las seis y cinco de la noche. A las 21:00, las oficinas cerraron. Se empezaron a contar los votos. El 10 de enero, se declaró a Félix Tshisekedi como presidente de la República Democrática del Congo. Kabila dio su adiós el 23 de enero .Tshisekedi ha hecho su discurso el 24 de enero y entra en funciones el 25 de enero